# Persona (película)
Persona es una película sueca de 1966 escrita, dirigida y producida por Ingmar Bergman, y con actuación principal de Bibi Andersson y Liv Ullmann. La historia gira en torno a una joven enfermera llamada Alma (Andersson) y su paciente, la conocida actriz de teatro Elisabet Vogler (Ullmann), quien, sin motivo aparente, ha dejado de hablar. Ambas se trasladan temporalmente a una cabaña, donde Alma se dedica al cuidado de Elisabet, y comienza a sentirse identificada con su paciente.
Con elementos de terror psicológico, Persona ha sido objeto de considerables análisis, interpretaciones y debates. La película, que aborda temas como la dualidad, la locura y la identidad personal, ha sido interpretada como una representación de la teoría junguiana de la persona y explora el cine, el lesbianismo, la maternidad, o el aborto, entre otros. El estilo experimental de su prólogo y su narración también han sido objeto de discusión. La enigmática película ha sido llamada el Monte Everest del análisis cinematográfico; según el historiador de Peter Cowie, «Todo lo que uno dice sobre Persona puede ser contradicho; lo contrario también será cierto.»
Bergman escribió Persona teniendo en mente a Ullmann y Andersson como protagonistas, y la idea de explorar sus identidades, y rodar la película en Estocolmo y Fårö en 1965. Durante la producción, los realizadores experimentaron con efectos, usando humo y un espejo para encuadrar una escena y combinar en un solo plano las caras de los personajes principales en posproducción. Andersson, que defendió un monólogo eróticamente explícito en el guion, reescribió así algunas partes.
Cuando se estrenó por primera vez, Persona fue retocada en montaje debido a su controvertido tema. Recibió críticas positivas, y los medios suecos acuñaron la palabra Person(a)kult para describir a sus admiradores entusiastas. Ganó el premio a la mejor película en la 4.ª edición de los premios Guldbagge, y fue candidata al Óscar a la mejor película de habla no inglesa. El contenido censurado fue reinsertado en las restauraciones en inglés en 2001. Muchos críticos consideran a Persona como una de las mejores películas de la historia del cine, y apareció en 5.º lugar en la lista de Sight and Sound de 1972 y 17.ª en la lista de 2012. También influyó en muchos directores posteriores, Robert Altman y David Lynch entre ellos.

## Argumento
Un proyector se enciende y comienza a proyectar una serie de imágenes, incluyendo el destello de un pene erecto, un dibujo animado, unas manos, un fragmento de una comedia muda, una araña, la matanza de un cordero y una crucifixión, y un niño despertando con el sonido del timbre de un teléfono en una morgue goteando agua y llena de ancianos; él se pone a leer Un héroe de nuestro tiempo antes de apreciar una pantalla grande con una imagen borrosa de dos mujeres, una de las mujeres puede ser Alma, una joven enfermera de un hospital psiquiátrico asignada por una doctora para cuidar de Elisabet Vogler. Elisabet es una actriz de teatro quien dejó de hablar y moverse, algo que los médicos han determinado que es el resultado de la fuerza de voluntad en lugar de una enfermedad física o mental. En el hospital, Alma le lee a Elisabet una carta de su esposo que contiene una foto de su hijo, y la actriz rompe la fotografía. Aunque Elisabet es casi catatónica al inicio, reacciona con angustia al ver en televisión la autoinmolación de un hombre durante la Guerra de Vietnam, y ríe burlonamente de la radionovela que oye Alma. La doctora considera que Elisabet puede recuperarse mejor en una cabaña junto al mar, y la envía allí con Alma.
En la cabaña, Alma le dice a Elisabet que nadie la ha escuchado antes, y le habla sobre su prometido, Karl-Henrik, y su primer amorío. Una noche, Alma le cuenta una historia de cómo, mientras ella ya estaba en una relación con Karl-Henrik, tomó el sol desnuda con Katarina, una mujer que acababa de conocer. Dos jóvenes aparecieron, y Katarina empezó una orgía. Producto de ello, Alma quedó embarazada y tuvo un aborto del cual continúa sintiéndose culpable.
Alma va en coche a la ciudad para enviar el correo, y nota que el sobre de la carta de Elisabet no está cerrado. La lee y se entera de que Elisabet la esta "estudiando", y ve que hace mención de la orgía y del aborto de la enfermera. Alma regresa angustiada a la cabaña, accidentalmente rompe un vaso y deja un fragmento del vidrio allí para que Elisabet se haga herida en el pie. Luego de que sus miradas se entrecrucen, la película en sí se distorsiona: el celuloide se rompe, el sonido se eleva y chirría, y fragmentos del prólogo reaparecen durante fracciones de segundo.
Luego de un breve momento con la imagen borrosa, la película se reanuda. En el almuerzo, Alma acusa a Elisabet de utilizarla para algún propósito. Al ver que Elisabet no reacciona, Alma se enfurece e inicia una pelea, amenaza con quemar a Elisabet con una olla de agua hirviendo, y se detiene cuando Elisabet le ruega que no lo haga. Alma había pensado antes que, estando ella medio dormida, Elisabet se le había dirigido en un susurro, pero ahora está segura de que ésta es la primera vez que le ha oído hablar. Le dice que sabe que es una persona terrible, y, al salir corriendo Elisabet, Alma la persigue y le suplica perdón.

Esa noche, después de observar a Alma sentada en la playa desde la cabaña, Elisabet mira detenidamente una fotografía que encontró en el libro que estaba leyendo.

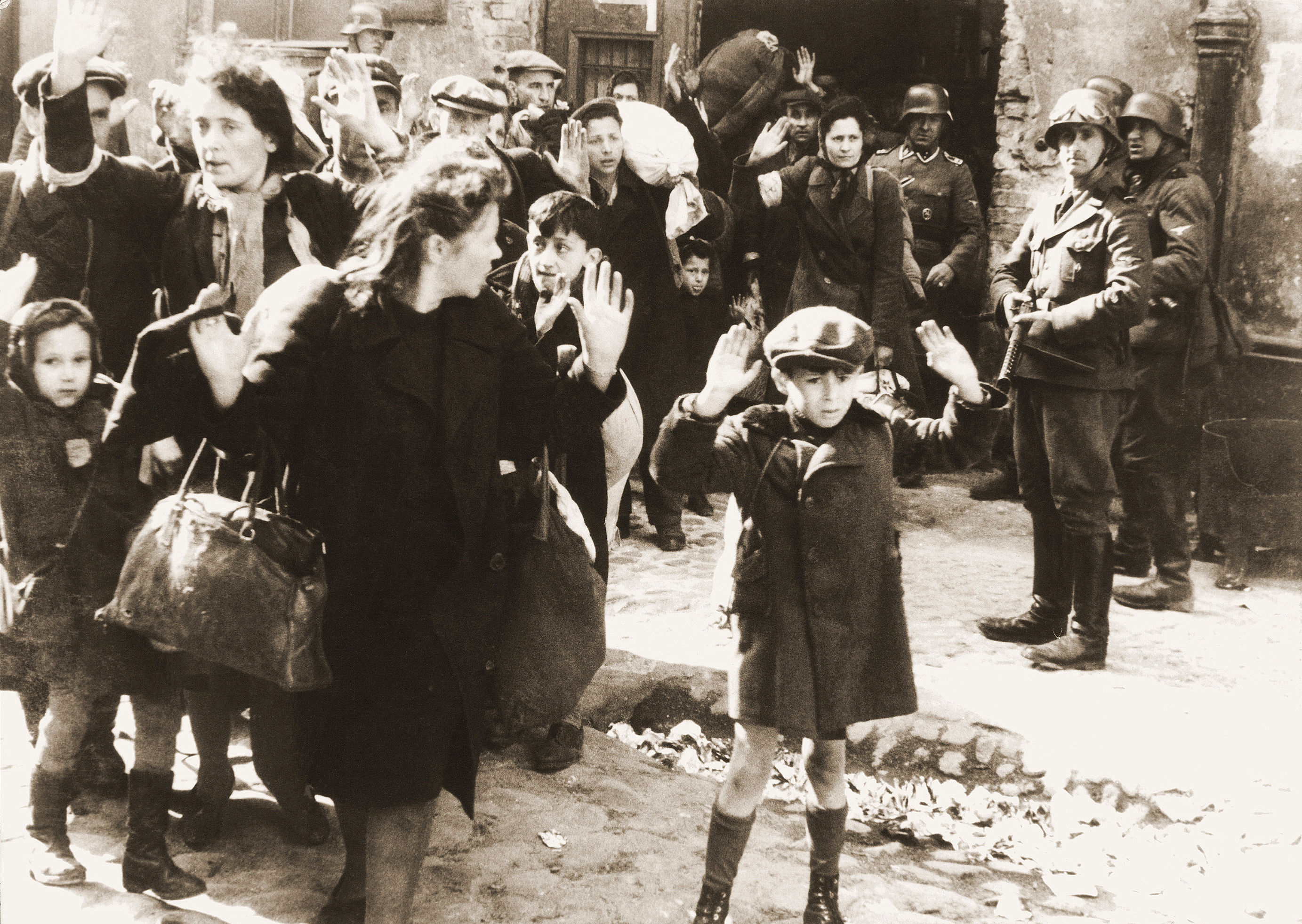
Niño judío se rinde en Varsovia, la fotografía encontrada por Elisabet, mostrando a judíos siendo arrestados durante el levantamiento del gueto de Varsovia.

Una noche, Alma oye a un hombre fuera llamando a Elisabet, y se entera de que es el esposo, Mr. Vogler. Él llama a Alma "Elisabet" y, aunque la enfermera le dice que está equivocado, tienen relaciones sexuales. Alma se encuentra con Elisabet para hablar sobre por qué Elisabet rompió la foto de su hijo. Alma cuenta gran parte de la historia de Elisabet: que ella quería lo único que no tenía, la maternidad, y quedó embarazada. Lamentando su decisión, Elisabet intentó un aborto autoinducido fallido y dio a luz a un niño al que desprecia, pero su hijo anhela su amor. La escena del monólogo se repite pero mostrando a Alma llevando el mismo traje que lleva Elisabet, y en su conclusión, la mitad de la cara de Alma y la otra del rostro de Elisabet se superponen, de modo que parecen haberse convertido en una sola cara. Alma entra en pánico, afirmando su identidad y negando que ella es Elisabet. Alma regresa como enfermera, para descubrir que Elisabet se ha vuelto completamente catatónica. Alma cae en un estado de ánimo extraño, se lastima el brazo y fuerza a Elisabet a chupar la sangre de su herida para inducirla a decir la palabra "nada". Elisabet repite sus palabras, y Alma le responde: "Bien. Muy bien. Así es como debería ser". Alma empaca sus cosas y deja la cabaña sola mientras un equipo la filma. El niño aprecia por última vez la pantalla, la película se desintegra nuevamente antes de desvanecerse a negro y el proyector se apaga.

## Producción

### Desarrollo

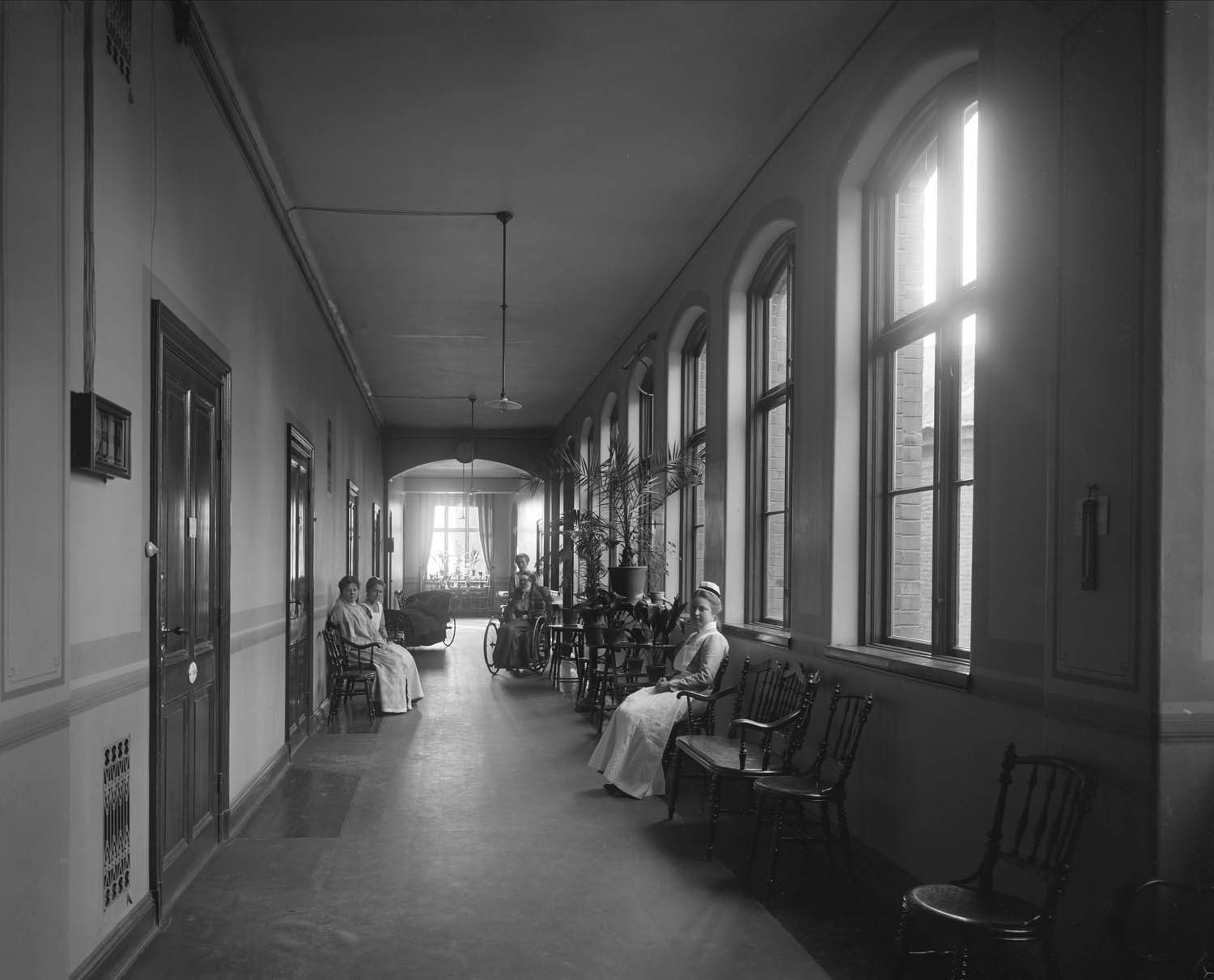
Persona fue escrita en el hospital de Sophiahemmet.

Según Bergman, la historia tiene sus raíces en un encuentro casual con una antigua colaboradora Bibi Andersson en una calle de Estocolmo. Andersson, quien estaba con Liv Ullmann, le presentó a Ullmann. Ulmann sitúo la reunión en 1964, y dijo que Bergman la reconoció y le preguntó en el acto si le gustaría trabajar con él. Dijo que una imagen de las dos mujeres se formó en su mente; en el hospital, encontró un "extraño parecido" entre las actrices en fotografías de ellas tomando el sol. Esto inspiró el comienzo de su historia, una visión de dos mujeres "con grandes sombreros y poniendo sus manos una junto a la otra." Andersson dijo "Liv y yo habíamos trabajado juntos antes y estábamos muy unidas." Bergman había estado en una relación romántica con Andersson y se sintió atraído por Ullmann; de la concepción de Persona, Andersson dijo: "Vio nuestra amistad, y quería entrar ... dentro de ella. Involucrado."
Bergman escribió Persona en nueve semanas mientras se recuperaba de una neumonía, y gran parte de su trabajo se realizó en el hospital de Sophiahemmet. Con este proyecto, abandonó su práctica de escribir guiones completos y comprensivos antes de la fotografía, lo que permitió que el guion se desarrollara a medida que avanzaba la producción. En el guion, la historia termina con el doctor anunciando que Elisabet ha vuelto a hablar, se reunió con su familia y volvió la actuación. Alma permanece en la isla y planea escribir una carta a Elisabet hasta que ve la foto del Holocausto y abandona su plan. Más tarde en la producción, esto fue reemplazado por la escena "chupa-sangre", Elisabet siendo enseñada a decir la palabra "nada" y a Alma abandonar la isla.
Bergman apeló al cineasta Kenne Fant para financiar el proyecto. Interesado, Fant preguntó sobre el concepto de la película y Bergman compartió su visión de mujeres comparando manos. Fant supuso que la película sería barata y acordó financiarla. En su libro Images, Bergman escribió "Hoy siento que en Persona, y más tarde en Gritos y susurros, había ido tan lejos como pude. Y que en esos dos casos, cuando trabajé con total libertad, toqué secretos sin palabras que solo el cine puede descubrir." También dijo que "En algún momento u otro, dije que Persona salvó mi vida; eso no es exageración. Si no hubiera encontrado la fuerza para hacer esa película, probablemente hubiera acabado. Un punto importante: por primera vez no me importó en absoluto si el resultado sería un éxito comercial ..." Aunque los realizadores consideraron los títulos Sonat för två kvinnor (Sonata para dos mujeres), Ett stycke kinematografi (Una pieza de cinematografía), Opus 27 y Kinematografi, Fant sugirió algo más accesible y el título de la película se cambió.

### Reparto
Bergman tenía planeado asignar a Andersson y Ullmann en Los caníbales, un gran proyecto que abandonó después de enfermarse, pero aún esperaba emparejarlas en un proyecto. Ullmann dijo que ella comenzó a ser elegida en las películas de Bergman empezando con el personaje mudo, Elisabet: "Fue porque mi cara podía decir lo que quería decir. Eso me hizo ser la única con quien quería trabajar ... porque era mi cara y también entendí lo que estaba escribiendo." Steve Vineberg escribió que, con la concepción del proyecto con Andersson y Ullmann, Bergman se separó de sus usos pasados del reparto coral en películas como Sonrisas de una noche de verano y se centró en dos protagonistas. Vineberg llamó a los roles de Margaretha Krook y Gunnar Björnstrand como "apariciones especiales abreviadas."
Bergman eligió a Jörgen Lindström como el hijo de Elisabet después de usarlo en El silencio de 1963. Lindström (nacido en 1951) era un actor infantil, e interpretó a niños en otras películas. Bergman era el narrador no acreditado.

### Rodaje
La fotografía principal tuvo lugar en la isla de Fårö (incluyendo Langhammars, con sus raukar en el fondo, y la propiedad de Bergman en Hammars) y en los Estudios Råsunda en Estocolmo. El rodaje comenzó el 19 de julio de 1965 y terminó el 15 de septiembre del mismo año. Ullmann describió el rodaje inicial en Estocolmo como estropeado por actuaciones incómodas y una dirección no preparada; el equipo optó por retirarse a Fårö, donde Bergman encontró una casa para rodar. El clima de Fårö fue ideal durante el rodaje; el equipo rehízo gran parte del material filmado en Estocolmo, recreando la casa de verano en el set de Estocolmo y utilizando un museo de Fårö como el hospital.
Andersson dijo que ella y Ullmann acordaron interpretar sus partes como lados diferentes de la misma personalidad, y asumieron que la personalidad era de Bergman. La actriz dijo que trataron de equilibrarse entre sí en sus actuaciones. Bergman les dijo a sus actrices que no le preguntaran qué significaba cada escena; Ullmann creía que el director de fotografía Sven Nykvist tampoco estaba informado de las intenciones del director y se fue a trabajar de forma intuitiva..
Aunque la escena en la que Alma describe su orgía estaba en el guion, Andersson dijo en 1977 que se le había aconsejado a Bergman que lo quitara de la película. Ella insistió en que se grabase, ofreciéndose como voluntaria para alterar el diálogo que ella sentía que había sido muy obviamente escrito por un hombre. La escena tardó dos horas en ser filmada, utilizando primeros planos de Ullmann y Andersson en tomas individuales. Andersson dijo más tarde que mientras pensaba en algunas de sus actuaciones en películas como Fresas salvajes eran "cursis", estaba orgullosa de su trabajo en Persona. Ullmann describió sus tomas de respuesta como una reacción natural, no preparada, a la naturaleza erótica de la historia.
Para la escena en la que Andersson y Ullmann se encuentran en el dormitorio por la noche y sus rostros se superponen, se usó una gran cantidad de humo en el estudio para hacer una toma más borrosa. Bergman usó un espejo para componer las tomas.

### Posproducción
El guion pedía un "primer plano de Alma con un extraño parecido a Elisabet." En Fårö, Bergman concibió un plano en donde las caras de Ullmann y Andersson se funden en una. Esto se hizo iluminando lo que Bergman consideraba el lado poco halagador de la cara de cada actriz en diferentes tomas y combinando los lados iluminados. Las actrices no tenían conocimiento del efecto hasta una proyección en la Moviola. Ninguna de las actrices se reconoció a sí misma en las imágenes resultantes, cada una asumiendo que el plano era del otro.
Según Ullmann, la escena donde Alma describe la maternidad de Elisabet fue filmada con dos cámaras, una filmando cada actriz, y las tomas de cada una de ellas fueron pensadas para ser mezcladas en edición. Entonces Bergman decidió que cada ángulo comunicaba algo importante y lo usaba en su totalidad, uno después del otro.
Bergman no estaba contento con el sonido en la escena donde Alma describe la orgía, así que le dijo a Andersson que volviera a leer la escena, lo cual hizo en voz baja. Fue grabada y luego doblada.
La música, de Lars Johan Werle, usa cuatro violonchelos, tres violines y otros instrumentos. Werle describió su esfuerzo por satisfacer las peticiones de Bergman sin una descripción de las escenas que Werle marcaría:

Luego vino con vagos consejos sobre cómo se verían las películas, pero lo entendí de todos modos y me dio algunas palabras clave ... Me sorprendió un poco ser parte de un trabajo artístico que tenía muy poco tiempo para digerir ... Uno se pregunta cómo es posible que uno solo pueda ver la película una o dos veces y luego componer la música.

Además de la partitura de Werle, los realizadores tomaron muestras del Concierto para violín en mi mayor de Johann Sebastian Bach.

## Temas e interpretaciones

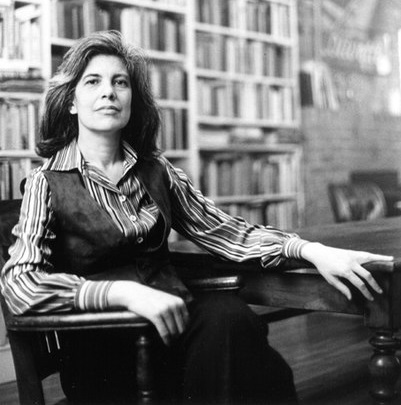
La escritora Susan Sontag analizo los temas de Persona.

Persona ha sido sujeta a una variedad de interpretaciones. De acuerdo con el profesor Thomas Elsaesser, la película "ha sido para críticos y académicos de cine lo que escalar el Everest es para montañeros: el último desafío profesional. Junto a Ciudadano Kane, es probablemente la película de la que más se ha escrito en el canon." El crítico Peter Cowie escribió, "Todo lo que uno dice sobre Persona puede ser contradicho; lo contrario también será cierto." El académico Frank Gado llamó a la evaluación de Cowie "Patente sin sentido", pero estuvo de acuerdo en que había un "desorden crítico"; el editor Lloyd Michaels dijo que aunque Cowie exageró un poco, dio la bienvenida a la "licencia crítica" para estudiar la película.
El estudioso de cine Marc Gervais ha sugerido varias posibles interpretaciones: "una metáfora del subconsciente o inconsciente", "una personalidad consumiendo la otra", "la fusión de dos personalidades en una", o "los diferentes lados de la misma personalidad fusionándose fugazmente". Gado sugirió que Persona es "una investigación de la esquizofrenia, una historia sobre la atracción lésbica, o una parábola sobre el artista."
Bergman dijo que aunque tenía una idea de lo que significaba la historia, no la compartiría porque sentía que su audiencia debía sacar sus propias conclusiones. Esperaba que la película se sintiera en lugar de entenderse.
Michaels resumió lo que él llama "la visión más ampliamente sostenida" de Persona: que es "una especie de película de terror modernista." La condición de Elisabet, descrita por un médico como "el sueño sin esperanza de ser", es "la condición compartida de la vida y el arte cinematográfico."
El "silencio de Dios" es un tema que Bergman exploró extensamente en su trabajo anterior. Según el autor Paul Coates, Persona fue el "resultado" de esa exploración. Gervais agregó que Persona y otras películas de Bergman entre 1965 y 1970 no estaban "centradas en Dios". Gervais también citó al filósofo Friedrich Nietzsche como guía para comprender a Persona: "La creencia en la inmoralidad absoluta de la naturaleza, en la falta de propósito y de sentido, es el afecto psicológicamente necesario una vez que la creencia en Dios y un orden esencialmente moral ya no es posible."

### Identidad y dualidad

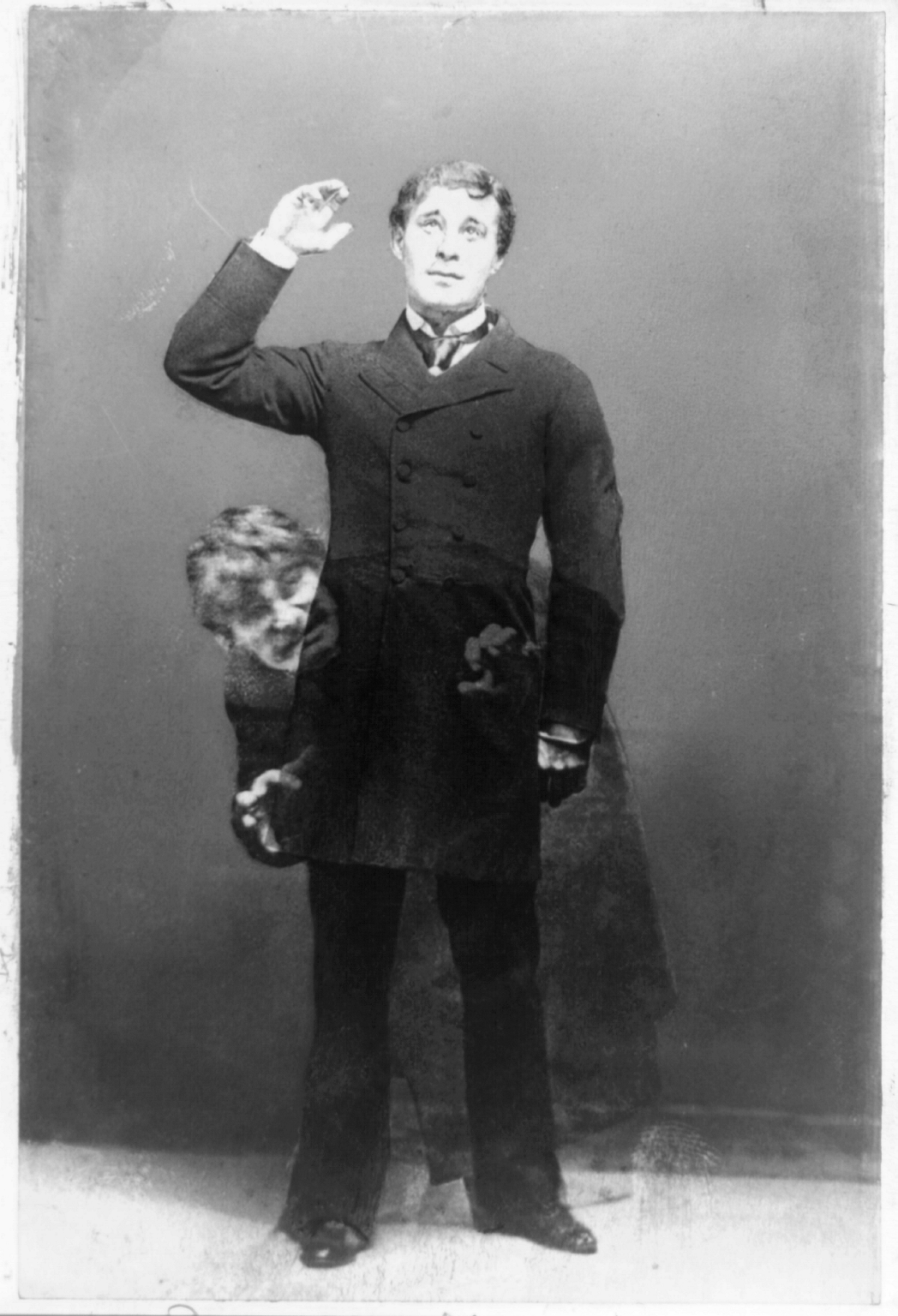
El profesor Irving Singer comparó los personajes fusionados de Bergman con el doctor Jekyll y el señor Hyde.

El análisis se ha centrado en el parecido de los personajes, demostrado en los planos de caras superpuestas en las que una cara es visible y parte de la otra se ve detrás de ella, lo que sugiere la posibilidad de que los personajes sean una sola, y su dualidad. El crítico John Simon comentó: "Esta dualidad se puede encarnar en dos personas, como está aquí, pero tiene una clara relevancia para los aspectos contradictorios de una sola persona." Si son una sola persona, existen dudas sobre si Alma está fantaseando con la actriz que admira, Elisabet está examinando su psique o si el niño está tratando de entender a su madre. Susan Sontag sugirió que Persona es una serie de variaciones sobre el tema de "doblar". Según Sontag, el tema de la película es "la violencia del espíritu". El profesor Irving Singer, examinando la toma en la que los rostros de Alma y Elisabet se combinan, comparó su efecto repulsivo con el de ver al personaje del Sr. Hyde en lugar de su alter ego benigno, el Dr. Jekyll. Singer escribió que Bergman amplió la exploración de la dualidad de Stevenson, los "aspectos buenos y malos, claros y oscuros de nuestra naturaleza", describiéndolo como "unificado" en el plano.
Gado vio a Persona como un "proceso de descubrimiento de rosca doble que involucra la maternidad." La retirada de Elisabet al silencio podría ser su rechazo a la maternidad, el único papel que la actriz no podía dejar de lado. La enfermera se da cuenta de que ha hecho lo que Elisabet intentó y no hizo: borrar a un niño de su vida mediante el aborto. La psiquiatra Barbara Young vio al niño en la morgue en el prólogo de la película como un suplente para Bergman, en una morgue que recordaba, alcanzando a su madre. Young comparó la relación de Bergman con su madre, Karin, con Alma ("hambrienta de que alguien la escuche y la ame") y Elisabet ("voraz por un tiempo precioso").
Sobre el tema de la dualidad, la autora Birgitta Steene escribió que Alma representa al alma y Elisabet una diosa "severa". El teólogo Hans Nystedt llamó a Elisabet un símbolo de Dios y a Alma simbólica de la conciencia mortal. Coates notó el "rostro femenino" o "diosa cercana" subsiguiente al dios previamente estudiado por Bergman, refiriéndose a las teorías junguianas para examinar los temas de dualidad e identidad; dos personas diferentes, con un "fundamento en uno mismo", intercambian identidades. Coates describió a Elisabet como una fusión de las figuras mitológicas Tánatos y Eros, con Alma como su "contraparte desventurada", y un primer plano que sugiere la muerte.

### Psicología

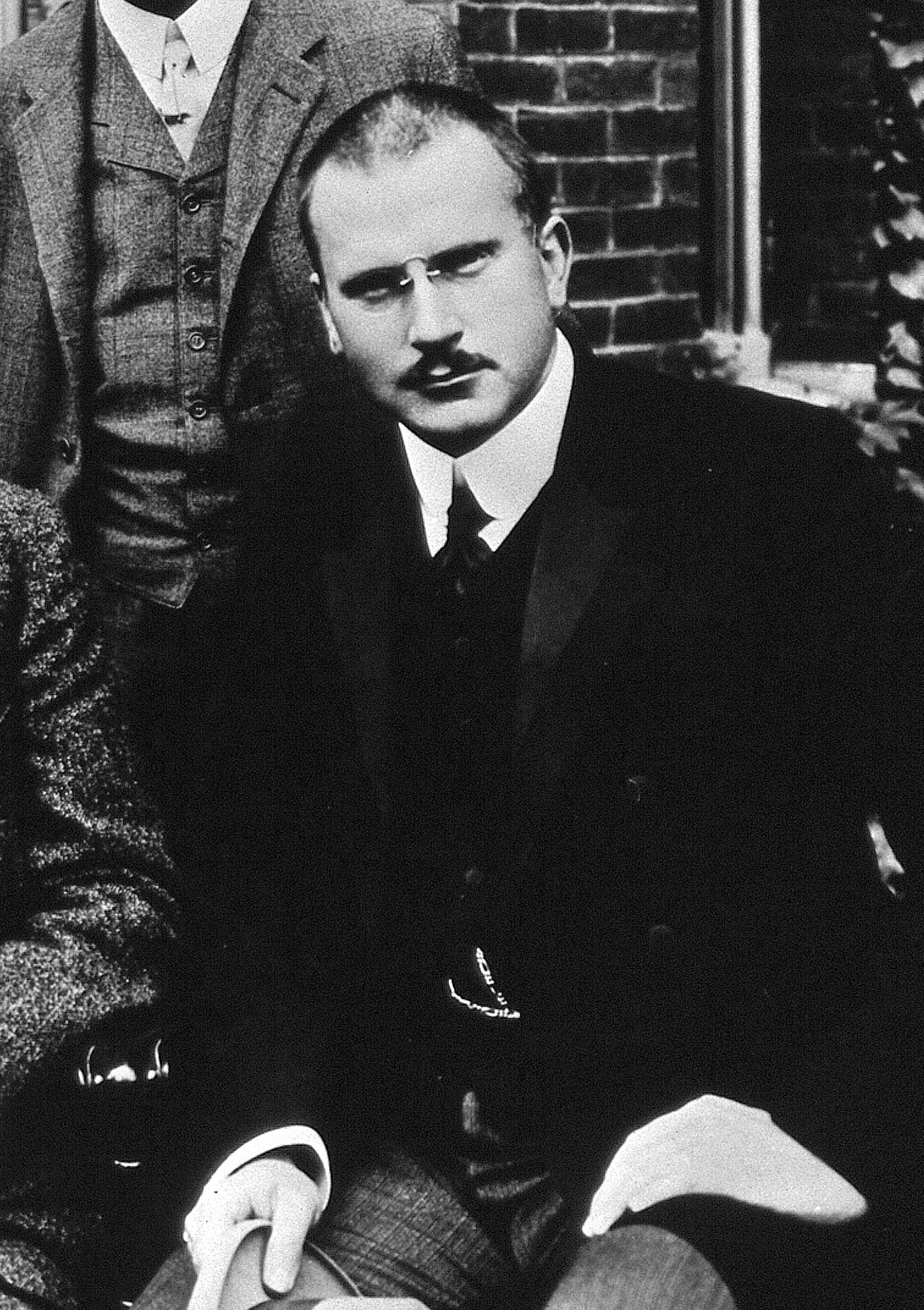
La teoría de la persona de Carl Jung influyó en el título y las interpretaciones de la película.

El título de Persona refleja la palabra latina que significa "máscara" y la teoría de Carl Jung sobre la persona, una identidad externa separada del "alma". Jung creía que las personas proyectan imágenes públicas para protegerse a sí mismas y pueden llegar a identificarse con sus personajes. Un entrevistador le preguntó a Bergman acerca de las connotaciones junguianas del título de la película, reconociendo una interpretación alternativa que hace referencia a las máscaras personales usadas por actores en el drama antiguo, pero diciendo que el concepto de Jung "admirablemente" coincidía con la película. Bergman estuvo de acuerdo, diciendo que la teoría de Jung "encaja bien en este caso". Coates también conectó las máscaras con los temas de identidad y dualidad: "La máscara tiene la cara de Jano".
El secreto de Alma es revelado el monólogo de su orgía, y el crítico Robin Wood lo relacionó con una combinación de vergüenza y nostalgia, tal vez indicando la liberación sexual del personaje. Según Wood, el incidente afectó la infidelidad y la sexualidad juvenil; en sueco, los muchachos jóvenes se les llama "pojkar" y necesitan orientación. Arnold Weinstein escribió que la historia de Alma es el ejemplo más impactante de las "grietas" en la máscara del personaje, que se burla de su personaje de enfermera y lleva a un "colapso de sí mismo". Su monólogo es tan intenso que roza la pornografía, aunque no hay una descripción de la aventura sexual.
El historiador de cine P. Adams Sitney resumió la historia siguiendo el curso del psicoanálisis: una referencia, seguida de la primera entrevista, las revelaciones y el descubrimiento del problema de raíz del paciente. Según Sitney, la historia parece comenzar desde el punto de vista de Alma; después de que Elisabet compara sus manos, su punto de vista se revela como la fuente de la historia.
Otra posible referencia a la psicología es que cuando Elisabet se queda muda, la obra en la que se encuentra es Electra de Sófocles o Eurípides. Según Wood, Bergman no se centró en la tragedia griega en su obra, pero el personaje de Electra inspiró la idea del Complejo de Electra. Sitney sintió que la elección de la obra por parte de Bergman se relacionaba con las "identidades sexuales", un concepto clave en el psicoanálisis.

### Género y sexualidad
La historia encaja con el motivo de Bergman de "mujeres en conflicto", visto anteriormente en El silencio y posteriormente en Gritos y susurros y Sonata de otoño. Según la profesora Marilyn Johns Blackwell, la resistencia a hablar de Elisabet puede interpretarse como una resistencia a su rol de género. Al describir esta tensión como la experimentan principalmente las mujeres, se puede decir que Bergman "problematiza la posición de la mujer como otra"; el papel que la sociedad asigna a las mujeres es "esencialmente ajeno a su tema". Blackwell escribió que la atracción entre Elisabet y Alma, y la ausencia de sexualidad masculina, concuerdan con su identificación mutua, creando una duplicación que revela la "identidad múltiple, cambiante, autocontradictoria" (una noción de identidad que socava la ideología masculina). El tema de fusionar y duplicar surge a principios de la película, cuando Alma dice que vio una de las películas de Elisabet y se sorprendió por la idea de que eran iguales. Blackwell también escribe que uno de los títulos originales, Una pieza de cinematografía, de la película puede aludir a la naturaleza de la representación.
Analistas notaron posibles tintes y trasfondos lésbicos. Alison Darren perfiló Persona en su Guía de cine lésbico, llamando a la relación de Alma y Elisabet "a medio camino entre el amor y el odio"; pueden acercarse a tener sexo en una escena, "aunque esto podría ser fácilmente una ilusión". La estudiosa y directora de cine Gwendolyn Audrey Foster interpretó la película en términos feministas como una representación del lesbianismo, viendo la escena donde Elisabet entra en la habitación de Alma como seducción. El profesor Alexis Luko también sintió que el toque y la semejanza de los personajes en la escena, además de simbolizar la fusión de sus personalidades, indicaban intimidad y erotismo.
Foster creyó que la mirada de Elisabet le presenta a Alma preguntas sobre su compromiso con Karl-Henrik. Según Foster, los encuentros sexuales entre hombres y mujeres están asociados con el aborto; el romance lésbico tiene una identidad cada vez más compartida. Pero si Persona dramatiza una relación lésbica, no es claramente favorable, ya que más tarde se caracteriza por el narcisismo y la violencia. Si el lesbianismo se considera una versión más fuerte de la amistad femenina o el amor maternal, la relación de Alma y Elisabet reemplaza la representación del complejo de Edipo en el prólogo cuando el niño busca a su madre en vano. Según Jeremi Szaniawski, el uso por parte de Bergman del homoerotismo (gay y lésbico) en Persona, La hora del lobo, Gritos y susurros y Cara a cara fue una rebelión contra su estricta educación por parte de su padre, el ministro de la Iglesia de Suecia, Erik Bergman.

### Arte y teatro

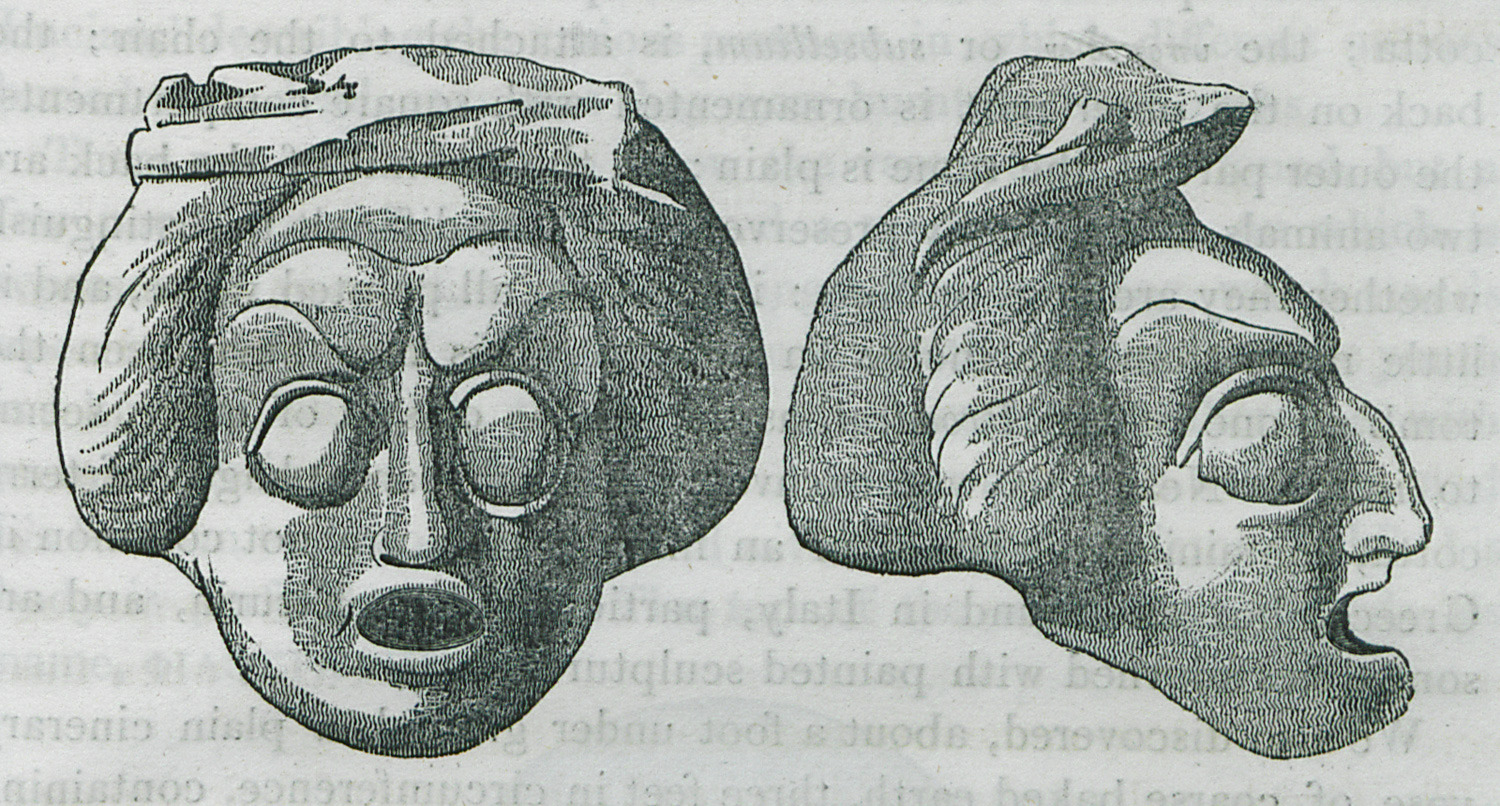
Representación de una máscara griega antigua, por en.

Persona es  la palabra latina que significa "máscara" y se refiere a un portavoz que los actores usaban para aumentar la audibilidad de su discurso. En el drama griego, persona llegó a significar un personaje, separado de un actor. Bergman usaba a menudo el teatro como escenario en sus películas.
Elisabet es una actriz de teatro y, según Singer, se la ve en "maquillaje parecido a una máscara", lo que sugiere una "persona teatral". Singer escribió que Elisabet usa "pestañas gruesas y artificiales" incluso cuando no está actuando. El estudioso Egil Törnqvist notó que cuando Elisabet está en el escenario interpretando a Electra, aleja su mirada de la audiencia del teatro y rompe la cuarta pared mirando a la cámara. Según Törnqvist, Elisabet cierra el puño, simbolizando su sublevación contra la noción de rendimiento significativo. Singer llegó a la conclusión de que, aunque Elisabet desarrolla una relación muy personal con Alma, ella no puede deshacerse de su personaje como actriz y permanecerá sola con "el sueño sin esperanza de ser".

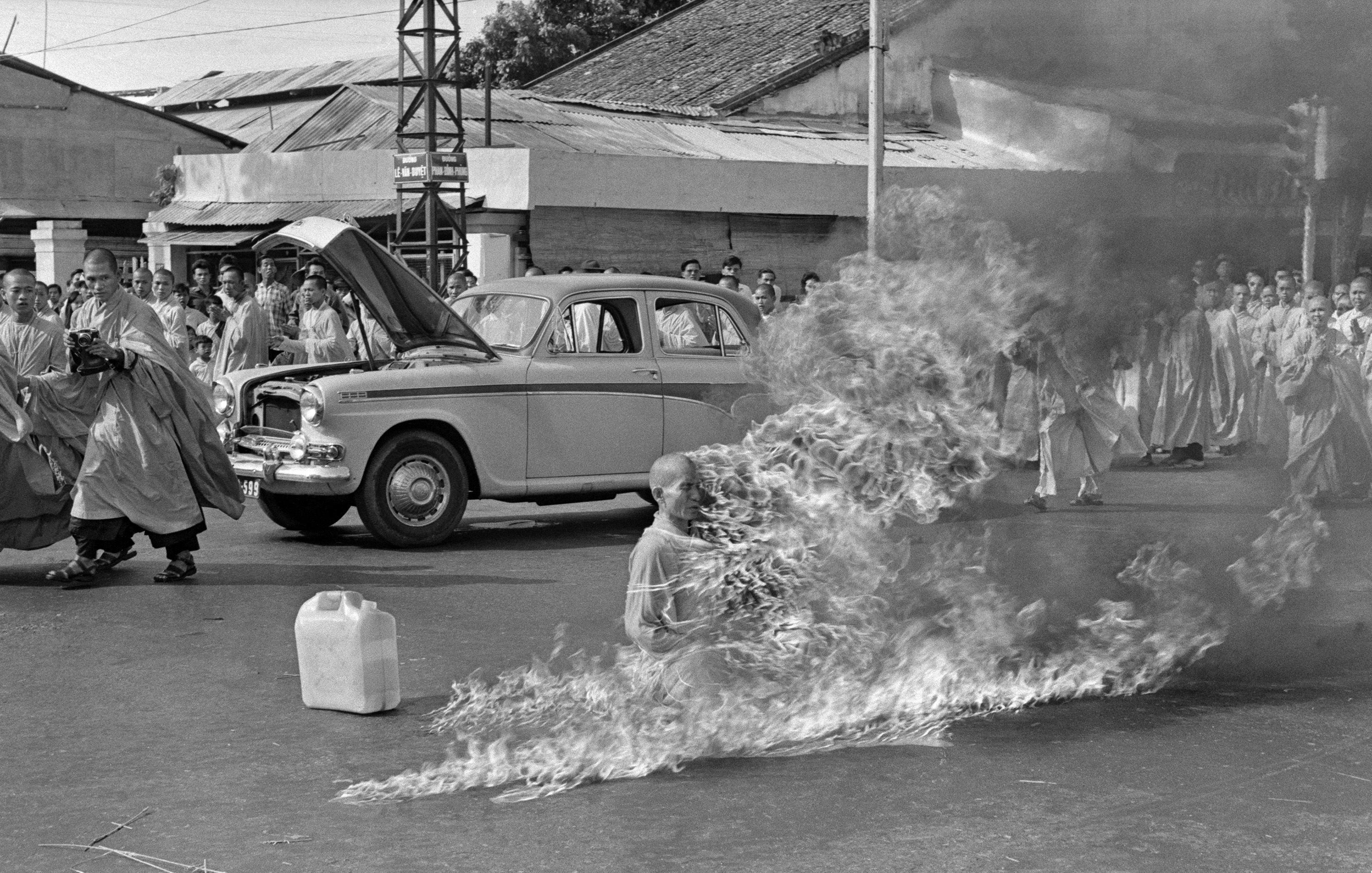
La fotografía del periodista Malcolm Browne de la autoinmolación de Thích Quảng Đức, la cual Carsten Jensen dijo estar relacionada con los temas de Persona.

Según Singer, Bergman enfrenta a sus espectadores con "la naturaleza de su forma de arte". La crítica literaria Maria Bergom-Larsson escribió que Persona reflejaba el acercamiento de Bergman al cine. Aunque Alma inicialmente cree que los artistas "creados por compasión, por necesidad de ayudar", ella ve a Elisabet reírse de las actuaciones en un programa de radio y se encuentra a sí misma como el tema del estudio de la actriz. Ella rechaza su creencia anterior: "Qué estupidez de mí". A medida que Elisabet estudia a Alma, Bergman las estudia a ambas.
Michaels escribió que Bergman y Elisabet comparten un dilema: no pueden responder auténticamente a "grandes catástrofes", como el Holocausto o la Guerra de Vietnam. El columnista político Carsten Jensen identificó las imágenes de Vietnam que Elisabet ve como la autoinmolación de Thích Quảng Đức en 1963. Según Jensen, fotografías de la muerte de Quảng Đức fueron ampliamente difundidas y utilizadas en Persona. El académico Benton Meadows escribió que Elisabet se ve a sí misma en la muerte de Quảng Đức, temiendo que sea una consecuencia de su rebelión silenciosa. Törnqvist escribió que Elisabet está impresionada por la verdad de que el monje es un verdadero rebelde, mientras que su rebelión es un retiro cobarde detrás de una persona de mutismo.

### Vampiros

en (1894), de Eduard Munch. Los temas de Persona aluden al vampirismo.

Persona también incluye simbolismo sobre el vampirismo. En 1973, el crítico de Dagens Nyheter Lars-Olaf Franzen interpretó a Alma como un suplente para la audiencia y a Elisabet como una "artista irresponsable  y vampira". Según el British Film Institute, Elisabet devora la personalidad de Alma "vampiristicamente"; la actriz también se la ve bebiendo sangre de Alma. Gervais escribió que Persona es "una película de vampiros impresionista". Törnqvist llamó a la representación vampírica "Strindbergiana", conectándolo a la araña vista en el prólogo y la "araña gorda" mencionada en el guion (pero omitida en el corte final).
Aunque el psicólogo Daniel Shaw interpretó a Elisabet como una vampira y a Alma como su "cordero del sacrificio", Bergman respondió cuando se le preguntó si Alma estaba completamente consumida:

No, ella acaba de proporcionar algo de sangre y carne, y un buen filete. Entonces ella puede continuar. Debes saber que Elizabet es inteligente, es sensata, tiene emociones, es inmoral, es una mujer dotada, pero es un monstruo, porque tiene un vacío en ella.

## Estilo
Persona ha sido llamada una película experimental. Singer reconoció la teoría de Marc Gervais de que su estilo es un rechazo posmoderno de la "narración realista", aunque dijo que esto tenía una importancia secundaria para su comentario sobre el cine. El periodista  Christopher Hooton de The Independent dijo que se utilizó simetría y se rompió a veces la cuarta pared, citando al ensayista Steven Benedict sobre el uso de "reflexiones, división de pantalla y sombras". La cuarta pared parece romperse cuando Alma y Elisabet miran hacia la cámara y cuando Elisabet toma fotografías en la dirección de la cámara.

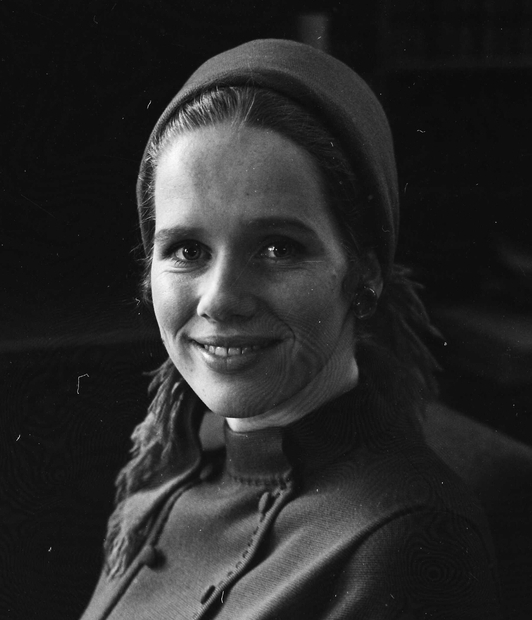
Bergman creía en la importancia del rostro, y Liv Ullmann dijo que fue contratada por el suyo.

El BFI llamó a Persona "estilísticamente radical", destacando su uso de primeros planos. El periodista Hamish Ford de Senses of Cinema también destacó su "estética radical", citando un "prólogo genuinamente vanguardista". El crítico Geoff Pevere llamó al prólogo "uno de los clics de reinicio más audaces en la historia del cine". Resumió el vacío antes de que se ejecutase un proyector, dando lugar a clips de animación clásica, una película muda cómica, una crucifixión y un pene, y concluyó que resumía el cine. La imaginería del montaje es "fuego rápido", con Bergman diciendo que el pene se muestra durante una sexto de segundo y pretendía ser "subliminal". La oveja proviene de Un perro andaluz (1929) de Luis Buñuel, y la personificación de la Muerte fue usada en Prisión (1949) de Bergman. Michaels vinculó a la araña en el prólogo con el "dios araña" en Como en un espejo (1961) de Bergman. Törnqvist dijo que la araña es visible bajo un microscopio, indicando que está siendo usada para su estudio. Cuando el niño se acerca a su madre, las fotografías de Ullmann y Andersson se alternan. Además del prólogo, la historia se ve interrumpida por la ruptura de celuloide a mitad de la película.
Las escenas que crean un efecto "extraño" o "misterioso" incluyen una donde Elisabet entra al cuarto de Alma, donde no se sabe si ella es sonámbula o Alma esta soñando, y otra donde el Sr. Vogler tiene sexo con Alma; no se sabe si él la confundió con Elisabet. Otras escenas son "oníricas, a veces de pesadilla". La pequeña escala de la historia se complementa con referencias a horrores externos, como imágenes de autoinmolación, incluidas en la secuencia de apertura y la escena del hospital, y la fotografía del Holocausto, sujeta a crecientes primeros planos.
El biógrafo Jerry Vermilye escribió que a pesar de experimentar con el color en Todas esas mujeres (1964), Persona representó el regreso de Bergman y Nykvist a la "austeridad rígida en blanco y negro de obras de cámara anteriores". Estas incluyen Como en un espejo, Los comulgantes y El silencio, con Vermilye llamando a Persona una secuela de la "trilogía". Bergman regreso al Fårö de Como en un espejo por su telón de fondo, que utilizó simbólicamente. Según el profesor John Orr, un entorno isleño ofreció "audacia y fluidez" que trajo diferentes dinámicas al drama. Orr escribió que el "romanticismo isleño" era una transición de las películas anteriores de Bergman al "sueño y abstracción". Examinando los elementos visuales y la representación del aislamiento social y el duelo, los críticos  Christopher Heathcote y Jai Marshall encontraron paralelismos con las pinturas de Edvard Munch.
Según Vineberg, los estilos de actuación de Ullmann y Andersson están dictados por el hecho de que Andersson habla casi todo el tiempo. Ella da monólogos, y Ullmann es una "mimo naturalista". Una excepción notable es cuando Elisabet es persuadida para que diga la palabra "nada", algo que Vineberg llamó irónico. Elisabet dice solo 14 palabras; Bergman dijo: "El rostro humano es el gran sujeto del cine. Todo está ahí". Vineberg escribió que las actuaciones utilizan el "ejercicio de espejo", en el que las actrices se miran directamente; uno hace movimientos faciales que el otro intenta imitar. Ford escribió que la interpretación de Ullmann se define por "labios temblorosos, miradas ambivalentes y deseo vampírico".
La música y otros sonidos también definen el estilo de Bergman. Esto incluye el prólogo, con una banda sonora "discordante" acompañada de goteos y el timbre de un teléfono. En la escena donde Elisabet conoce a Alma en su habitación, sirenas de niebla acompañan la música de Werle. El musicólogo Alexis Luko describió la partitura como si transmitiese un "significado semántico" con diabolus in musica ("el diablo en la música"), un estilo común en el cine de terror. La adición de una sirena de niebla indica una reunión de "diegética y no diegética", que complementa la ruptura de la cuarta pared cuando Alma y Elisabet miran a la audiencia. La música que escucha Elisabet en el hospital, Concierto para violín en mi mayor de Bach, está destinada a ser "agradable y relajante" y desviar a Elisabet de su tormento mental. No logra consolarla; Wood la llamó una de las "expresiones más sombrías y trágicas" de Bach, y la iluminación de la escena se oscurece en consecuencia. Según Luko, la falta de sonido (enmudecimiento) de Elisabet la hace encajar "el perfil cinemático de un mudo potente, pseudo-omnisciente".

## Estreno
Persona se estrenó el 31 de agosto de 1966, y su estreno promocional tuvo lugar el 18 de octubre de 1966 en el cine Spegeln en Estocolmo. Su guion fue publicado como un libro en Suecia ese año. Las pérdidas de taquilla de la película calificaron para los subsidios del Instituto Sueco del Cine. Combinado con la beca de producción anterior del instituto, el proyecto recibió 1,020,000 kr del ISC.
Su estreno en Estados Unidos fue el 6 de marzo de 1967, donde recaudó $250,000. Distribuida por United Artists, la película debutó en el Festival de Cine de Nueva York con el márquetin de la UA destacando la apariencia similar de los protagonistas. El márquetin citó críticas, particularmente sobre el monólogo erótico de Alma. Persona terminó su exhibición en Nueva York después de un mes, lo cual fue considerada decepcionante. En Brasil, fue estrenada con el título Quando duas mulheres pecam (Cuando dos mujeres pecan) para enfatizar su sexualidad. Persona se estrenó en Reino Unido en 1967, usando subtítulos cuando muchas películas en idiomas extranjeros aún eran dobladas.
Dos escenas censuradas de las versiones en inglés de la película fueron una breve toma de un pene erecto al inicio y algunas de las traducciones del monólogo nocturno de Alma sobre su ménage à trois, sexo oral y aborto. El archivista de MGM John Kirk restauró el material censurado, basándose en cuatro traducciones, y tradujo ente un 30 a 40 por ciento más del diálogo de Alma en la escena censurada. La versión de Kirk se estrenó en el Film Forum en la ciudad de Nueva York y en el Museo de Arte del Condado de Los Ángeles en 2001. Gran parte del material censurado se incluyó en el DVD región 1 de MGM lanzado en 2004, y en la restauración en 2K lanzada en Blu-ray por The Criterion Collection en 2014.
El Festival Internacional de Cine de Toronto de 1999 contó con una proyección de Persona como parte de "Diálogos: hablando con imágenes", con películas clásicas y una charla de la cineasta canadiense Patricia Rozema. En febrero de 2002, se proyectó en la sección Retrospectiva en la 52.ª edición del Festival Internacional de Cine de Berlín.

## Recepción

### Crítica

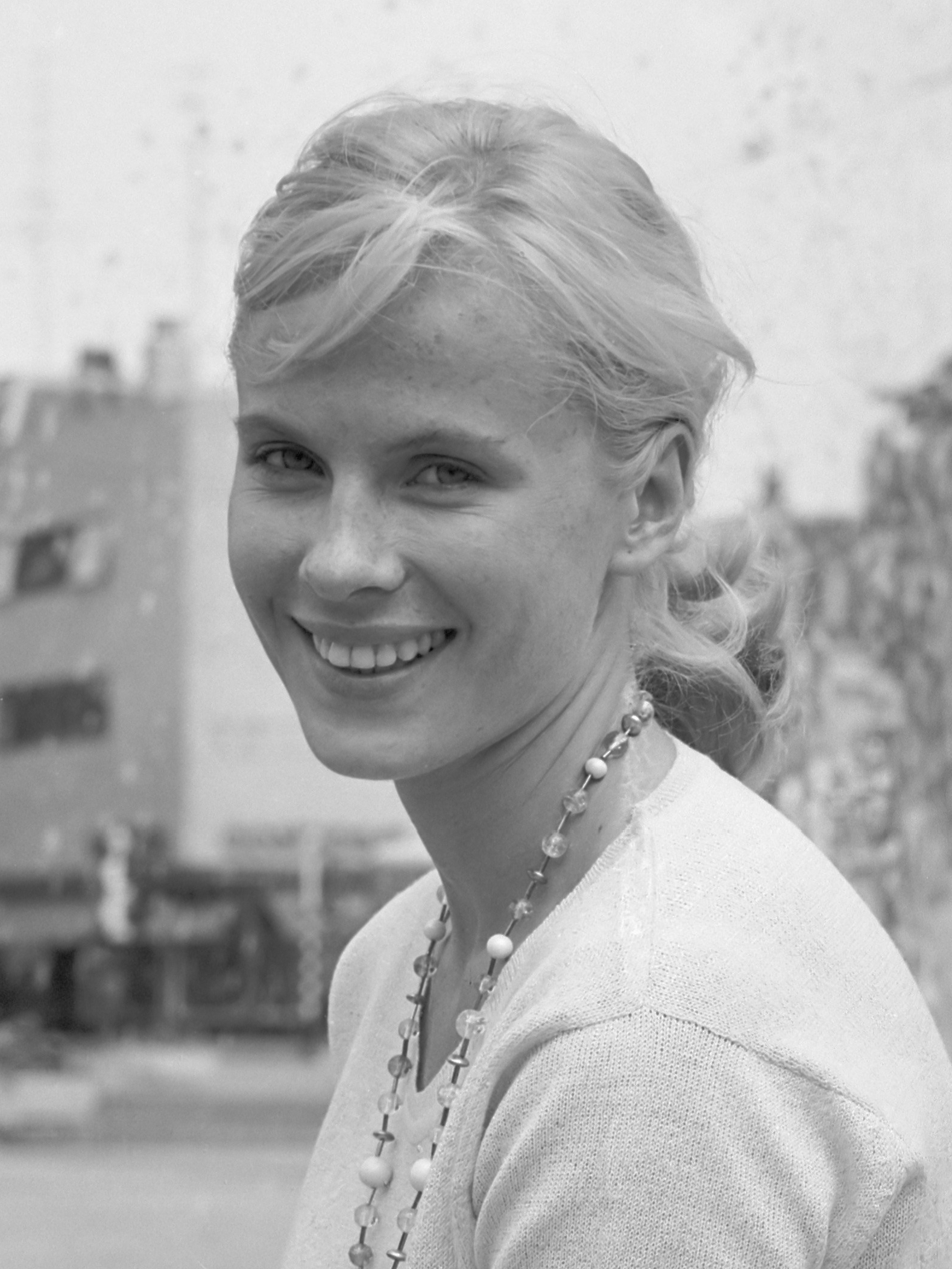
Los críticos elogiaron la interpretación de Bibi Andersson, y recibió el Premio Guldbagge a la Mejor Actriz.

La película se estrenó con críticas favorables en la prensa sueca y estadounidense. En Suecia, el crítico Olaf Lagercrantz de Dagens Nyheter dijo que un culto compuesto por críticos suecos se había desarrollado en octubre de 1966 y se habían acuñado el nombre de Person(a)kult. En Svenska Dagbladet, Stig Wikander la llamó "una búsqueda gnóstica de la nada divina". En 1966, el teólogo Hans Nystedt comparó la película con los escritos de Hjalmar Sundén.
La revista del Instituto Sueco del Cine Chaplin reportó que el Person(a)kult se había extendido más allá de Suecia en 1967. En una de sus primeras críticas, Roger Ebert le dio a la película cuatro estrellas; la llamó "una película difícil y frustrante", y dijo que (al igual que Elisabet) "se niega obstinadamente a ser convencional y responder como esperamos". Escribiendo para el New York Times, Bosley Crowther llamó a Persona una película "encantadora y caprichosa que, a pesar de su intenso emocionalismo, plantea algunas demandas intelectuales difíciles". Crowther escribió que su "interpretación es dura", y que "Miss Ullmann y Miss Andersson casi se llevan la película, y de manera exquisita, también". Según el personal de Variety, "No se puede negar el tema absorbente y la perfección en la dirección, actuación, edición y enfoque"; llamaron a la actuación de Andersson un "tour de force", concluyendo: "Bergman ha creado probablemente una de sus películas más magistrales técnicamente y en concepción, pero también una de sus más difíciles." La crítica de la revista Time decía que la película "fusiona dos de las obsesiones familiares de Bergman: la soledad personal y la angustia particular de la mujer contemporánea." En la encuesta Sight and Sound del British Film Institute de 1972, Persona fue clasificada como la quinta mejor película de todos los tiempos, la calificación más alta de una película sueca.
Ensayistas y críticos han calificado a Persona como una de las grandes obras artísticas del siglo XX, y la obra maestra de Bergman. El crítico Geoffrey Macnab de The Independent señaló que un número de otros críticos la consideraron entre las mejores películas de todos los tiempos. David Parkinson de Empire le dio a la película cinco estrellas en 2000, destacó su variedad de interpretaciones y las atribuyó a la distorsión de Bergman de la frontera entre la vida real y la fantasía y llamándola "un tratado devastador sobre la impotencia mortal e intelectual". Ebert la añadió a su lista de grandes películas en 2001, llamándola "una película a la que volvemos a lo largo de los años, por la belleza de sus imágenes y porque esperamos entender sus misterios". En su crítica para The Guardian en 2003, Peter Bradshaw le dio cuatro de cinco estrellas, llamándola "un ensayo sorprendente, incluso apasionante". Michael Wilmington de The Chicago Tribune le otorgó cuatro estrellas en 2006 y la elogió como "una de las obras supremas de la pantalla y quizás la mejor película de Bergman". En 2007, Aftonbladet llamó a su prólogo uno de los momentos más memorables en la filmografía de Bergman. Pauline Kael del New Yorker dijo que el resultado final fue una "lástima", pero llamó a la escena en la que Alma describe su orgía "una de las raras secuencias verdaderamente eróticas en la historia del cine".

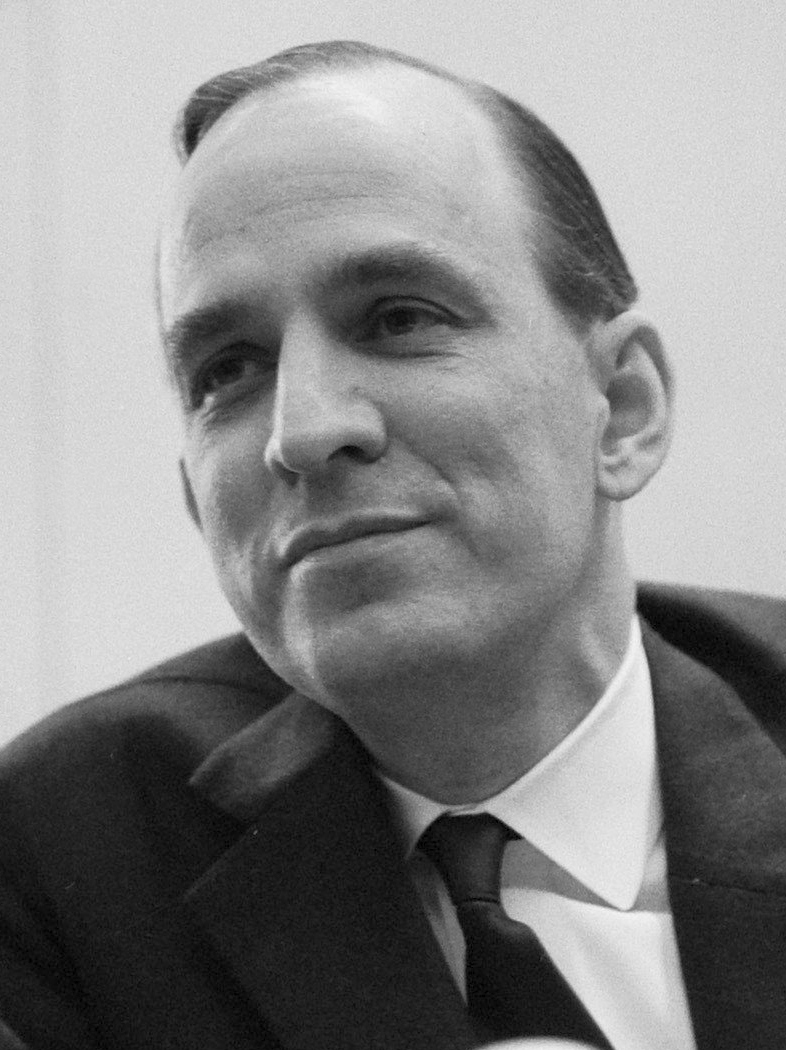
Varios críticos llamaron a Persona la obra maestra de Ingmar Bergman, y ganó el premio de la Sociedad Nacional de Críticos de Cine de Estados Unidos a mejor director por la película.

Reseñando la edición de Persona en formato doméstico, Richard Brody acreditó a Bergman por un trabajo que desprende realismo con efectos especiales y transmitió "una intimidad visual táctil", y elogió el ambiente isleño de la película. Leonard Maltin le dio a la película 3 1⁄2 estrellas en su Movie Guide de 2013, calificándola de "inquietante, poética, para los espectadores más exigentes". Según la crítica de Time Out, Elisabet puede (pese a su fraude) ser entendida: "no es una película fácil, sino infinitamente gratificante".  El crítico Dave Kehr de Chicago Reader escribió que podría ser la mejor película de Bergman, pero se opuso a sus ideas poco originales (para una película experimental) y su tediosidad. Emanuel Levy reseño Persona en 2016, llamándola un drama psicológico complicado, misterioso y artístico con experimentación que presenta un resultado novedoso.
La película fue incluida en la lista de las 1000 mejores películas del New York Times. En 2010, Persona ocupó el puesto 71 en la lista de "las 100 mejores películas del cine mundial" de la revista Empire. En las encuestas del Sight & Sound del 2012, fue clasificada como la 17.ª mejor película en la encuesta de los críticos (junto a Los siete samuráis de Akira Kurosawa) y la 13.ª en la encuesta de directores. En 2017, The Daily Telegraph llamó a Persona una de "las películas más pretenciosas de todos los tiempos" y un ejercicio "totalmente subjetivo". Basado en 46 reseñas, la película posee un 91% de aprobación en el portal Rotten Tomatoes, con una crítica consensuada que señala: «Sin duda una de las mejores cintas de Ingmar Bergman, "Persona" explora la condición humana con una curiosidad intensa, inmenso talento técnico y mucho calor humano.». Por otro lado, el sitio web Metacritic le asignó una puntuación de 86 sobre 100 basada en 18 reseñas, lo que significa una recepción crítica de «aclamación universal». En 2018, la película ocupó el sexto lugar en la lista de las 100 mejores películas en lengua extranjera de la BBC, según la votación de 209 críticos de cine de 43 países. En 2021, la película ocupó el puesto 23 en la lista las 100 mejores películas de todos los tiempos de la revista Time Out.

### Premios
Persona ganó el premio a mejor película en la 4.ª edición de los Premios Guldbagge. Fue la primera obra de Bergman en ganar el premio a mejor película de la Sociedad Nacional de Críticos de Cine de Estados Unidos, su única otra película honrada con tal galardón fue Secretos de un matrimonio de 1973. Pese a ser la candidata sueca al Óscar a la mejor película extranjera a los Premios Óscar de 1967, la película no fue aceptada por la academia.
| Premio                           | Fecha de la ceremonia   | Categoría                     | Nominados      | Resultado  | Ref(s)  |
| -------------------------------- | ----------------------- | ----------------------------- | -------------- | ---------- | ------- |
| Premios BAFTA                    | 1968                    | Mejor actriz extranjera       | Bibi Andersson | Nominado   | [ 170 ] |
| Premios Guldbagge                | 9 de octubre de 1967    | Mejor película                | Persona        | Ganador    | [ 166 ] |
| Premios Guldbagge                | 9 de octubre de 1967    | Mejor actriz                  | Bibi Andersson | Ganador    | [ 166 ] |
| National Board of Review         | 31 de diciembre de 1967 | Mejores películas extranjeras | Persona        | Ganador    | [ 171 ] |
| National Society of Film Critics | Enero de 1968           | Mejor película                | Persona        | Ganador    | [ 172 ] |
| National Society of Film Critics | Enero de 1968           | Mejor director                | Ingmar Bergman | Ganador    | [ 172 ] |
| National Society of Film Critics | Enero de 1968           | Mejor guion                   | Ingmar Bergman | 2.º lugar  | [ 172 ] |
| National Society of Film Critics | Enero de 1968           | Mejor actriz                  | Bibi Andersson | Ganador    | [ 172 ] |
| National Society of Film Critics | Enero de 1968           | Mejor fotografía              | Sven Nykvist   | 3.er lugar | [ 172 ] |

## Legado
Algunas de las películas posteriores de Bergman, tales como La vergüenza (1968) y La pasión de Ana, tienen temas similares del "artista como fugitivo", la culpa y el odio a sí mismo. La película de terror psicológico Images (1972) de Robert Altman está influenciada por Persona. La película de Altman de 1977, 3 Women toma indicios de Bergman cuando los personajes de Shelley Duvall y Sissy Spacek (Millie y Pinky) cambian de rol e identidad. Una parodia de Persona apareció en el programa de televisión canadiense SCTV a fines de los años 70. Las películas de Woody Allen Love and Death (1975) y Stardust Memories (1980) contienen breves referencias a la película. Jean-Luc Godard incluyó una parodia del monólogo de la orgía de Andersson en su película Week-end (1967), en una escena en la que el personaje de Mireille Darc (Corinne) describe un trío con un amante y su novia que incluye huevos y un tazón de leche.
Mulholland Drive (2001) de David Lynch trata temas de identidad similares y tiene dos personajes femeninos cuyas identidades parecen fusionarse. Con sus similitudes temáticas, la "misteriosa calidad onírica" de la película es evidencia de la influencia de Bergman (y particularmente Persona). Fight Club de David Fincher alude al pene erecto subliminal de Persona. Paralelos a "dos mujeres (usualmente aisladas) en una relación intensa que se mezclan lentamente y se transforman entre sí" pueden verse en las bailarinas que compiten en El cisne negro (2010) de Darren Aronofsky y las hermanas en Melancolía (2011) de Lars von Trier. En 2016, The Independent informó en un ensayo sobre la influencia de Persona, que comparaba tomas en Don't Look Now (1973), Apocalypse Now (1979) y The Silence of the Lambs (1991), que algunas tomas anteceden Persona, y aparecen en Vértigo (1958) y Psicosis (1960) de Alfred Hitchcock.
Después de la muerte de Bergman en 2007, su residencia en Hammars, Fårö, donde se había rodado la película, se vendió por 35 millones de kr. Una adaptación teatral, Persona de Hugo Hansén, se dio en Estocolmo en 2011 y fue protagonizada por Sofia Ledarp y Frida Westerdah. Otra adaptación, Deformerad Persona de Mattias Andersson y su hermana, Ylva Andersson; abordó la esclerosis múltiple y se estrenó en el Dramaten en 2016. El director Stig Björkman y Ullmmann colaboraron en un documental en 2009, Scener från ett konstnärskap, con grabaciones de Bergman durante la producción de Persona.

## Lectura adicional
- Castro, Javier. «La libertad de la expresión». Miradas de Cine. Archivado desde el original el 13 de abril de 2013. Consultado el 25 de octubre de 2018.
- Alonso, Juan Carlos (7 de agosto de 2014). «Análisis junguiano de la película Persona de Ingmar Bergman, 1966». ADEPAC. Consultado el 22 de junio de 2018.
- M., Maca Bello (28 de marzo de 2011). «CRÍTICA: "Persona" (1966) de Ingmar Bergman, el arte del engaño y construcción de identidad». El Otro Cine. Archivado desde el original el 22 de junio de 2018. Consultado el 22 de junio de 2018.
- CMRL (19 de septiembre de 2017). «Persona. Ingmar Bergman. Crítica.». Cinelodeon.com. Consultado el 22 de junio de 2018.